# Paraplotosus
Paraplotosus is een geslacht van straalvinnige vissen uit de familie van koraalmeervallen (Plotosidae).

## Soorten
- Paraplotosus albilabris (Valenciennes, 1840)
- Paraplotosus butleri Allen, 1998
- Paraplotosus muelleri (Klunzinger, 1879)